# Sant'Antonino di Susa

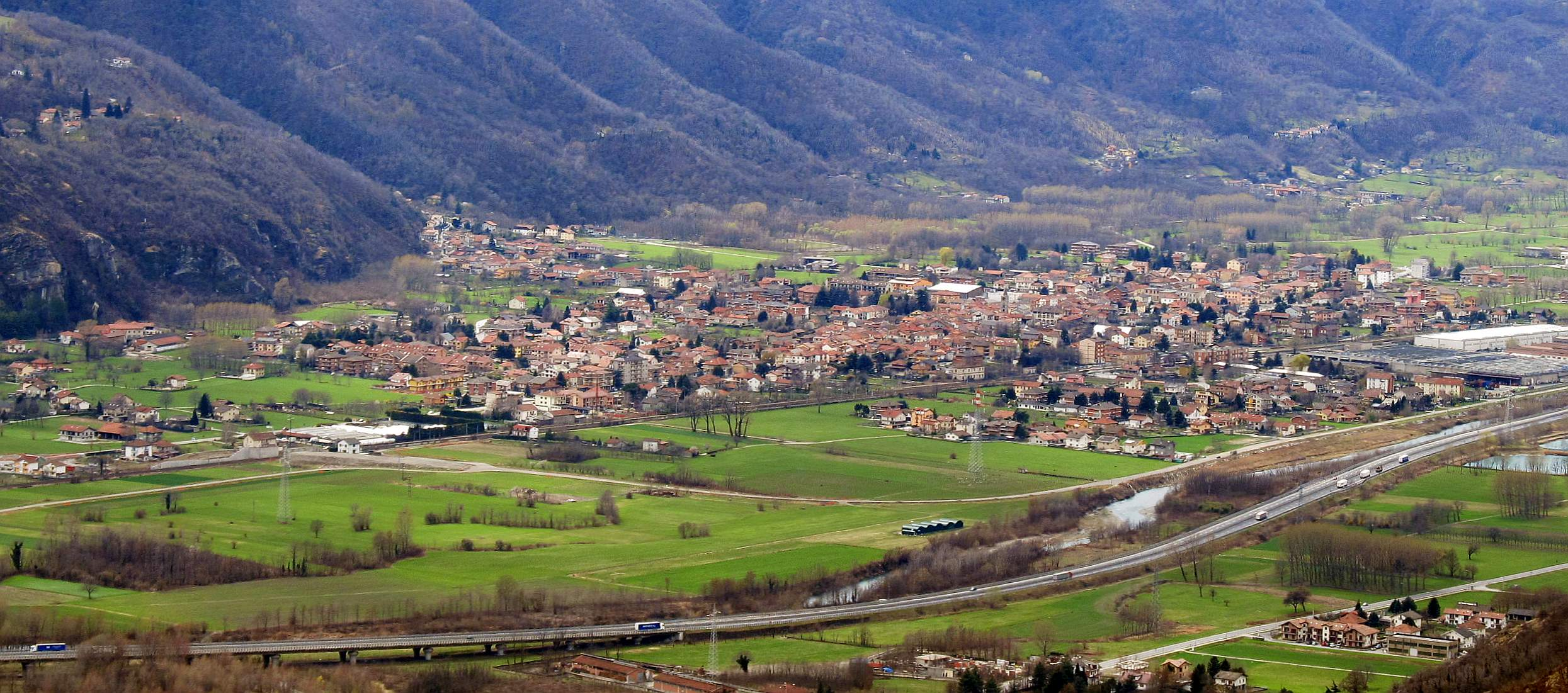
Panorama

Sant'Antonino di Susa es una localidad y comune italiana de la provincia de Turín, región de Piamonte, con 4.016 habitantes.

## Evolución demográfica
| Gráfica de evolución demográfica de Sant'Antonino di Susa entre 1861 y 2001 |
|                                                                             |
| Fuente ISTAT - elaboración gráfica de Wikipedia                             |